# Legió XX Valèria Victrix

Mapa de l'imperi romà l'any 125 dC, sota l'emperador Hadrià, que mostra la Legio XX Valeria Victrix, ubicada a Deva Victrix (Chester, Anglaterra), a la província de Britannia. S'hi van instal·lar des del 88 dC fins almenys a finals del segle III.

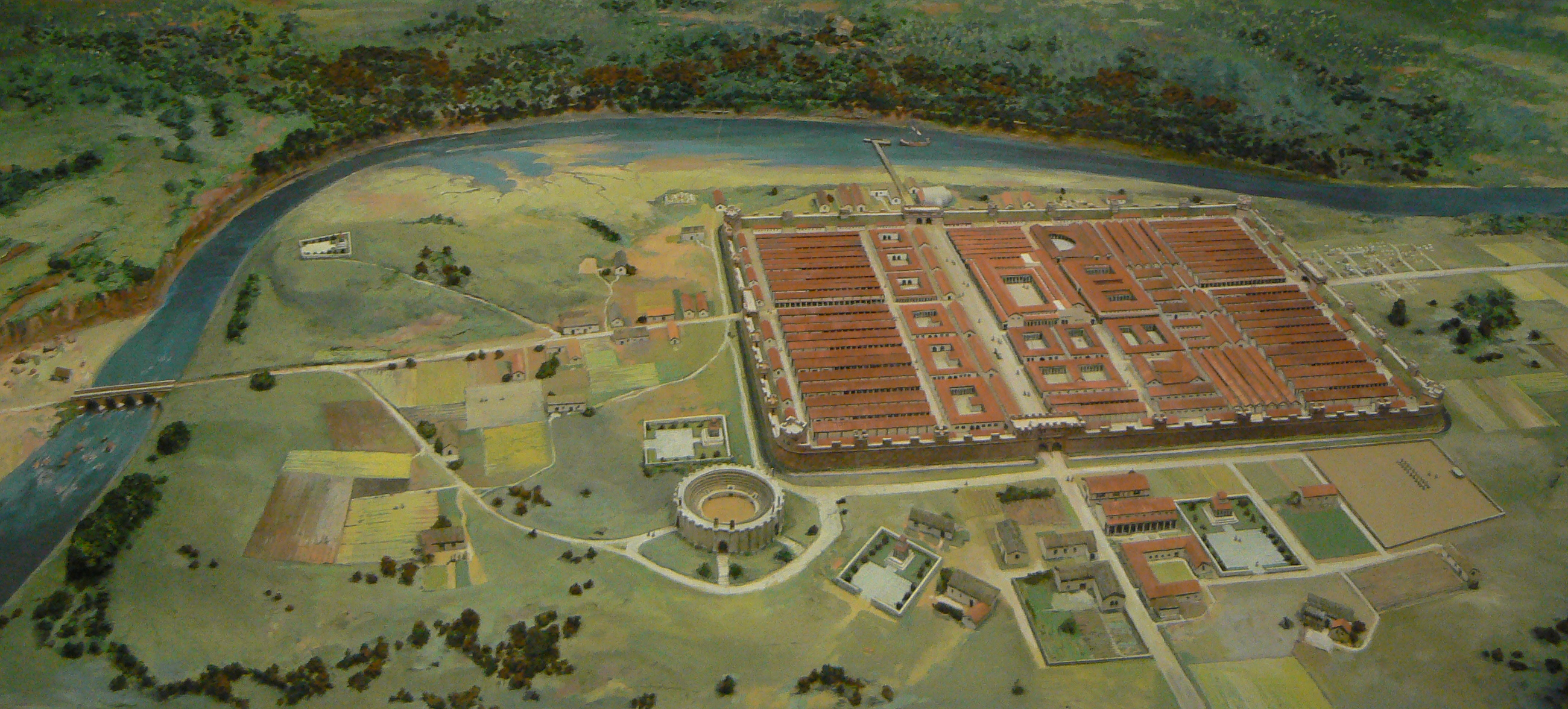
La Legió XX va construir Deva Victrix (avui Chester)

La Legió vigèsima Valèria Victrix fou una legió romana, probablement reclutada per August després del 31 aC. Va servir a Hispània, Il·líria, i Germània abans de formar part de les tropes escollides per Claudi per la conquesta de Britànnia el 43, on va romandre fins a principis del segle iv. L'emblema de la legió era un senglar.

## Nom
Algunes fonts apunten la possibilitat que la Legió adoptés el nom de la província romana de Valèria, pel fet d'haver servit a la regió i haver obtingut importants victòries durant les Guerres Marcomanes, però Ammià Marcel·lí va escriure que la regió va ser anomenada Valèria en honor de la germana de Dioclecià, dos segles després que la Legió hagués estat traslladada.
És més probable, doncs, que la Legió degui el nom a Marc Valeri Messal·la Messal·lí, Governador romà de la província d'Il·líria.

## Història
- 25 aC - 13 aC: Part de l'exèrcit romà que va lluitar en les Guerres càntabres, en la província romana de la Tarraconense.
- Any 6: Trasllat a Il·líria durant l'imperi de Tiberi per lluitar contra els Marcomans. Van participar també durant la revolta liderada per Bato I, obtenint grans victòries malgrat trobar-se en inferioritat numèrica.[2]
- Després de l'any 9, trasllat a la Germània Inferior amb base a Oppidum Ubiorum. Més tard, trasllat a Novaesium.
- Any 43: La legió XX és una de les quatre que acompanyen a Claudi per la Conquesta romana de Britànnia.
- Any 50: Estacionada principalment a Camulodunum, amb algunes unitats estacionades a Gloucester i un fort a Wroxeter.[3]
- Any 60 o 61: Participació activa en esclafar la Revolta de Boudica.
- Any 62: Estacionada a Deva Victrix.
- Any 69 o Any dels quatre emperadors: La legió va fer costat a Vitel·li i algunes unitats van acompanyar-lo a Roma.
- Anys 78-84: Campanyes en el nord de Britànnia i Escòcia sota les ordres de Gneu Juli Agrícola i van construir la base romana de Inchtuthil.
- Any 88: Retorna a Deva Victrix, on va romandre 2 segles.

S'han descobert altars commemoratius dels treballs de la Legió XX en la construcció del Mur d'Adrià i el Mur d'Antoní.
- Anys 286-296. La legió encara estava activa durant els regnats dels usurpadors Carausi i Al·lecte, però poc més se sap després d'aquest període. Alguns estudiosos senyalen que la XX encara estava estacionada a Britànnia quan l'usurpador Constantí va liderar la majoria de les tropes romanes de la província per la seva fracassada expedició al continent.